# Cnissostages oleagina
Cnissostages oleagina är en fjärilsart som beskrevs av Philipp Christoph Zeller 1863. Cnissostages oleagina ingår i släktet Cnissostages och familjen Arrhenophanidae. Inga underarter finns listade i Catalogue of Life.